# Changyŏn (ort i Nordkorea)
Changyŏn (koreanska: 장연) är en ort i Nordkorea.   Den ligger i provinsen Södra Hwanghae, i den sydvästra delen av landet, 100 km sydväst om huvudstaden Pyongyang. Changyŏn ligger 21 meter över havet och antalet invånare är 39 368.
Terrängen runt Changyŏn är kuperad åt sydväst, men åt nordost är den platt. Runt Changyŏn är det ganska tätbefolkat, med 222 invånare per kvadratkilometer. Det finns inga andra samhällen i närheten. Trakten runt Changyŏn består till största delen av jordbruksmark.